# أنتوني ن. ميشيل
أنتوني ن. ميشيل (بالإنجليزية: Anthony N. Michel) هو مهندس أمريكي، ولد في 17 نوفمبر 1935.